# Turbo žurka
Turbo žurka (in serbo Турбо журка?) è un singolo della rapper serba Mimi Mercedez, pubblicato il 27 gennaio 2025.

## Promozione
Il brano turbo-folk, caratterizzato da una base hip hop, è stato registrato in serbo ed è stato inviato all'emittente radiotelevisiva serba RTS come proposta per Pesma za Evroviziju, l'evento atto a selezionare il partecipante serbo all'Eurovision Song Contest 2025 a Basilea, in Svizzera.
Il 10 dicembre 2024 Turbo žurka è stato annunciato come uno dei trenta concorrenti alla selezione nazionale. Il 26 febbraio seguente l'artista è riuscita a superare la fase delle semifinali, riuscendo in questo modo ad accedere alla finale due giorni più tardi; all'evento, è terminata al quinto posto, risultando quarta nel televoto.

## Tracce
Testi di Milena Janković, musiche di Milena Janković, Mattia Stanišljević e Miloš Đorđević.
Download digitale, streaming
1. Turbo žurka – 2:57

Download digitale, streaming – Live
1. Turbo žurka (Live) – 3:00

## Formazione
- Mimi Mercedez – voce
- Miloš Đorđević – arrangiamento, produzione, mastering
- Mattia Stanišljević – arrangiamento